# Fannia rondanii
Fannia rondanii is een vliegensoort uit de familie van de Fanniidae. De wetenschappelijke naam van de soort werd voor het eerst geldig gepubliceerd in 1893 door Gabriel Strobl.